# الكسندر ميلينكوف
الكسندر ميلينكوف هو سياسي روسي، ولد في 20 أكتوبر 1930 في أوريخوفو-زويفو في روسيا، وتوفي في 25 ديسمبر 2011 في موسكو في روسيا. نشط حزبياً في الحزب الشيوعي لروسيا الاتحادية والحزب الشيوعي السوفيتي واتحاد الأحزاب الشيوعية - الحزب الشيوعي للاتحاد السوفيتي.